# معركة دينان
معركة دينان وقعت بتاريخ 24 تموز/يوليو 1712، كجزء من سلسلة معارك حرب الخلافة الإسبانية. انتهت هذه المعركة بانتصار الفرنسيين بقيادة المارشال كلود لويس هيكتور من فيلار على الجيشين النمساوي والهولندي بقيادة الأمير يوجين من سافوي.

## أحداث المعركة
عبر الأمير يوجين نهر شيلدت برفقة 105.000 رجل للقاء قوات فيلار والتي كان يبلغ تعدادها 120.000 رجل، وتوجه بسرعة لبلدة دينان واحتلها ليستفيد من موقعها المرتفع ولتكون قاعدة لإمداداته. بيد أن الانسحاب المفاجئ للجيش الإنكليزي تحت إمرة دوق أورموند أدى إلى توقف حركة الجيوش المتحالفة.
استغل فيلار الفرصة ليهاجم جزء من جيش يوجين، فقام أولا بقصف النمساويين ولهولنديين بمدافعه 12 pounders، ثم ملأ ميدان المعركة بالقناصة مما تسبب بإضعاف قوات فيلار، الذي أمر جنوده بالهجوم وكذا نزل الفرنسيون الهضبة لينقضوا على أعدائهم. مما تسبب بمقتل الآلاف من الجنود وسادت الفوضى في كل مكان.
كانت الكفة العددية في صالح الأمير يوجين، وغطى الدخان أرض المعركة فقام رجاله بمهاجمة بعضهم البعض. بينما كان الجيش النمساوي على الجناح الأيمن يقطع إرباً، وحضي الهولنديين بأسوأ مصير حيث وقعت خسائر جسيمة جداً في صفوفهم مع تغلغل الفرنسيين بينهم، ولكن الهجوم فشل بفضل صمود مركز الجيش ومساندة قوات الاحتياط. تبع ذلك الهجوم ثلاث هجمات مضادة من قبل النمساويين ولكنها أحبطت جميعها ودفع الجيش الفرنسي المتقدم خصومه باتجاه النهر.
حوالي 18.000 جندي نمساوي وهولندي قتلوا خلال المعركة أو قضوا غرقا في النهر، مقابل خسارة الفرنسيين لخمسة آلاف رجل.

## مواضيع ذات صلة
- حرب الخلافة الأسبانية